# 雅克夏雪山隧道
雅克夏雪山隧道，又称垭口山隧道，位於中華人民共和國四川省阿壩藏族羌族自治州黑水縣與紅原县交界處，向西進入馬爾康及紅原縣的重要通道，穿越雅克夏雪山最高海拔4,743公尺，於2012年10月15日通車。雅克夏雪山隧道是吉林省援建四川省汶川大地震災難後的重新興建工程之一。

## 地理
雅克夏雪山常年冰雪覆蓋，每年封山長達8至9個月。雅克夏雪山隧道位於海拔3,920公尺上，為位處於最高海拔水平的中國公路隧道。

## 工程
雅克夏雪山隧道地處高原，高寒缺氧，最低氣溫攝氏零下37.5度。因為氧氣含量極低，作業人員和設備工作效率平均降低了50%至60%，工程人員3年來先後更換了逾5,000人次，設備更換率為100%，加上地質構造複雜等因素，工程啟動以來發生了大小塌方逾20次，施展工程極具困難。